# Китайский университет иностранных дел
Китайский университет иностранных дел (англ. China Foreign Affairs University, CFAU, кит. трад. 外交學院, упр. 外交学院, пиньинь Wàijiāo Xuéyuàn) — государственный университет для дипломатов, расположенный в Пекине, Китай. Он находится в совместном ведении Министерства иностранных дел и Министерства образования. Это китайский государственный университет двойного первого класса, по определению Министерства образования Китая.
С момента основания из выпускников CFAU более 300 стали послами и тысячи — высокопоставленными дипломатами и советниками, что принесло университету репутацию «колыбели китайских дипломатов». В настоящее время CFAU имеет два кампуса — первый начал работу в 1956 году, а новый введён в эксплуатацию в 2012 году.

## История

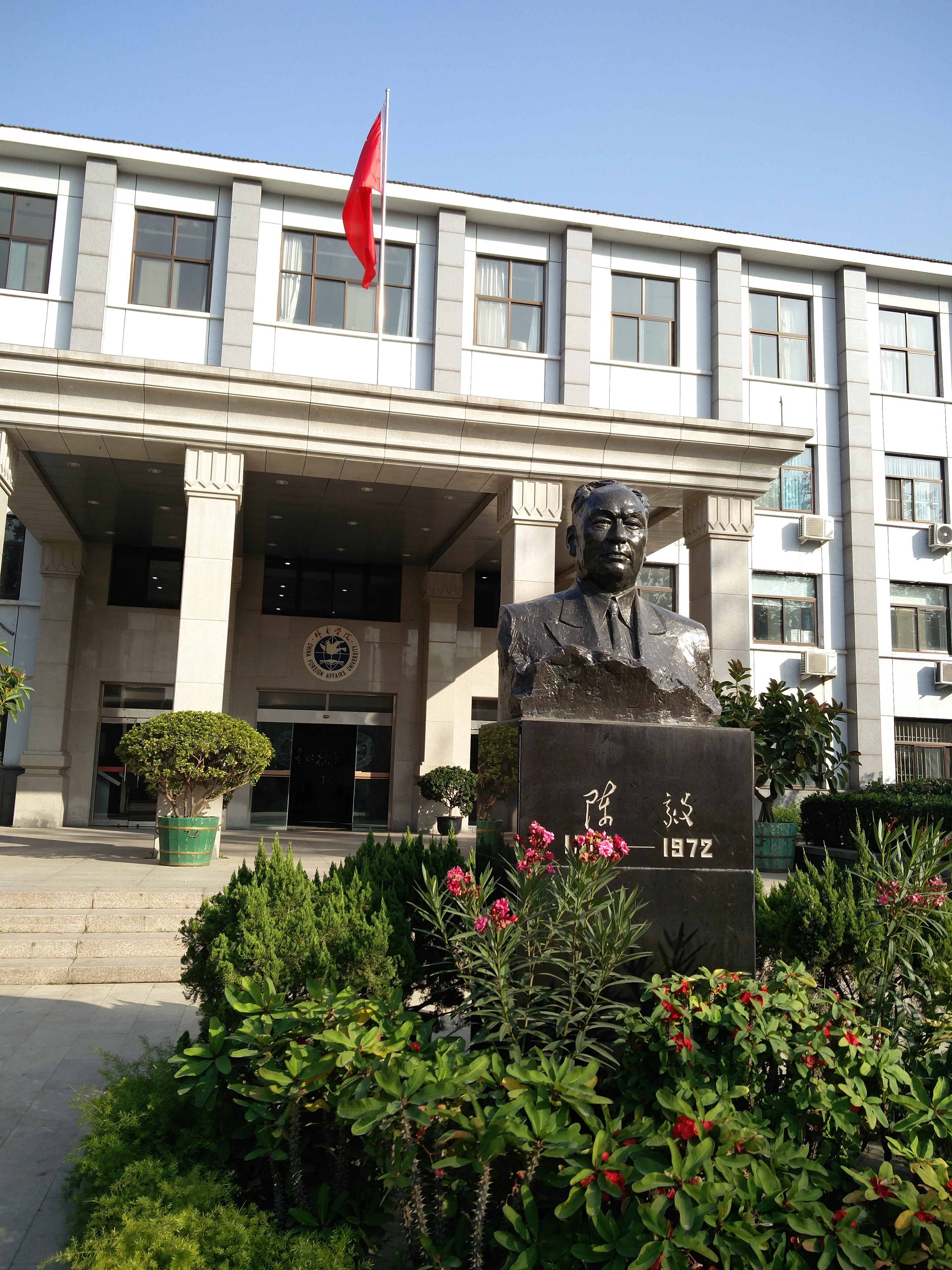
Бюст Чэнь И в кампусе Жанланлу

Китайский университет иностранных дел был основан в 1955 году по совету тогдашнего премьер-министра Чжоу Эньлая и связан с Министерством иностранных дел (университет не следует путать с Университетом международных отношений, также находящимся в Пекине). Предшественником CFAU был факультет дипломатии Китайского народного университета. Вице-премьер и министр иностранных дел Китая Чэнь И был президентом университета с 1961 по 1969 год. Университет был вынужден закрыться в годы Культурной революции. Он был вновь открыт в 1980 году под эгидой Дэн Сяопина. Большинство бывших президентов CFAU являются послами. Нынешний президент — Цинь Яцин, специалист по международным отношениям, а партийный секретарь — Ци Даюй.

## Академическая деятельность
Предлагаемые курсы обучения включают иностранные языки (английский, французский и японский), внешнюю политику, международную политику и отношения, дипломатию, международное право и экономику. Университет присуждает степени бакалавра, магистра и доктора наук.
Китайский университет иностранных дел также проводит краткосрочные курсы для китайских государственных служащих и иностранных дипломатов. Например, в 2005 году он готовил дипломатов для новых правительств, созданных после вторжения США в Афганистан и Ирак, в течение одного месяца каждое.

## Модель Организации Объединённых Наций
Модель ООН является самой известной студенческой деятельностью CFAU. 3 июня 1995 г. CFAU организовал 1-ю Конференцию модели Организации Объединённых Наций. Она была первой в своём роде, проведённой в Китае, в которой приняли участие китайские студенты.
В 2002 году CFAU совместно с Китайской ассоциацией ООН организовал 1-ю Пекинскую модельную конференцию Организации Объединённых Наций. С 2017 года её название изменилось на Пекинскую международную модель Организации Объединённых Наций (BIMUN). Это была первая межуниверситетская Модель ООН в Китае, которая позже вошла в тройку самых престижных университетских Моделей ООН.
В 2004 году CFAU снова сотрудничал с Китайской ассоциацией ООН и провёл 1-ю Конференцию Китайской модели Организации Объединённых Наций.

## Похвала и критика
- 1 июля 2008 года тогдашний Генеральный секретарь ООН Пан Ги Мун в своём выступлении в университете назвал CFAU «колыбелью китайской дипломатии; институтом, который прочно зарекомендовал себя как авторитетный форум для активных и интерактивных дискуссий по вопросам, касающимся Китая и его расширяющейся роли в международном сообществе»[11].
- Бывший президент Франции Жак Ширак 29 апреля 2009 года назвал CFAU «высшим учебным заведением, в котором выращиваются лучшие таланты для китайской дипломатии»[12].
- Посол США в Китае Гэри Фэй Локк назвал CFAU «китайским инкубатором дипломатических талантов» на церемонии открытия совместной американо-китайской программы обучения афганских дипломатов в CFAU[13].

В последние годы CFAU подвергался критике за то, что уделял слишком много внимания изучению иностранных языков в ущерб дипломатической подготовке и образованию, а некоторые считают, что многие китайские сотрудники министерства иностранных дел не более чем письменные или устные переводчики.

## Скандал с финансированием
В 2013 году в ходе тщательного расследования, проведённого Национальным контрольно-ревизионным управлением КНР, было обнаружено несоответствие в закупках Министерства иностранных дел на сумму более 52 млн юаней. Из них около 38 миллионов юаней было связано со строительством нового кампуса CFAU в Шахэ.

## Споры вокруг «колыбели китайских дипломатов»
CFAU подготовил ряд высокопоставленных дипломатических чиновников и с гордостью называет себя «колыбелью китайских дипломатов». Однако подготовивший сотни китайских послов Пекинский университет иностранных языков также считает себя «колыбелью дипломатов КНР». Споры между студентами двух вузов продолжаются и по сей день.
10 сентября 2012 года тогдашний премьер-министр Китая Вэнь Цзябао написал посвящение «колыбель китайских дипломатов» и передал его CFAU после того, как выступил с речью. Многие студенты CFAU считают, что это подтверждение того, что университет является настоящей «колыбелью китайских дипломатов».

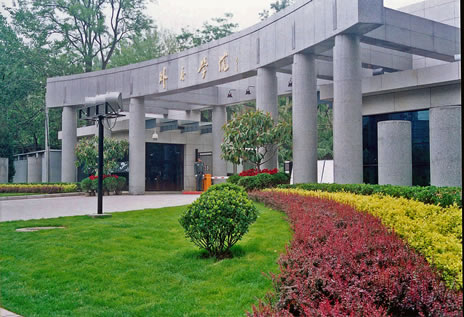
Передние ворота кампуса Жанланлу
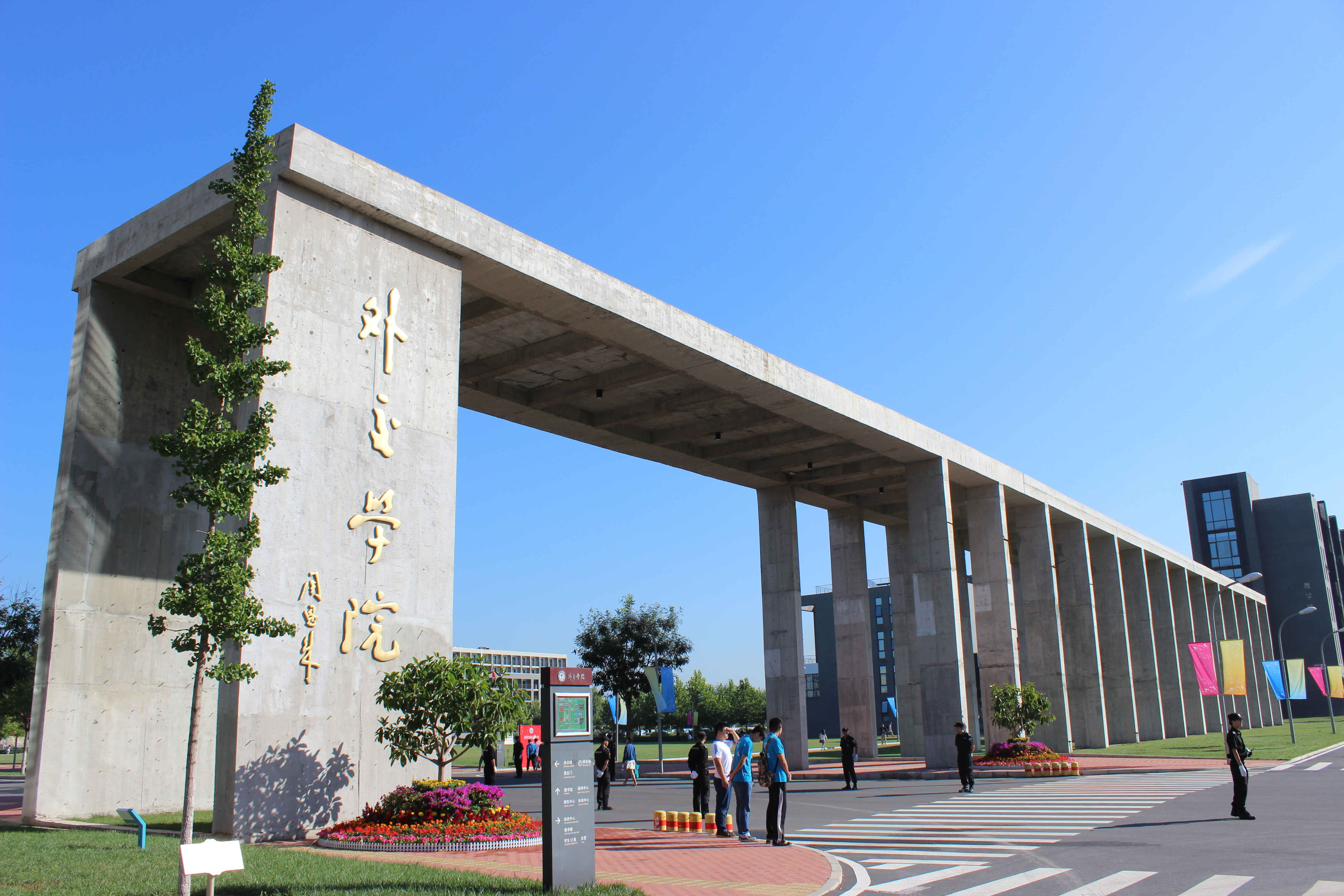
Южные ворота кампуса Шахэ
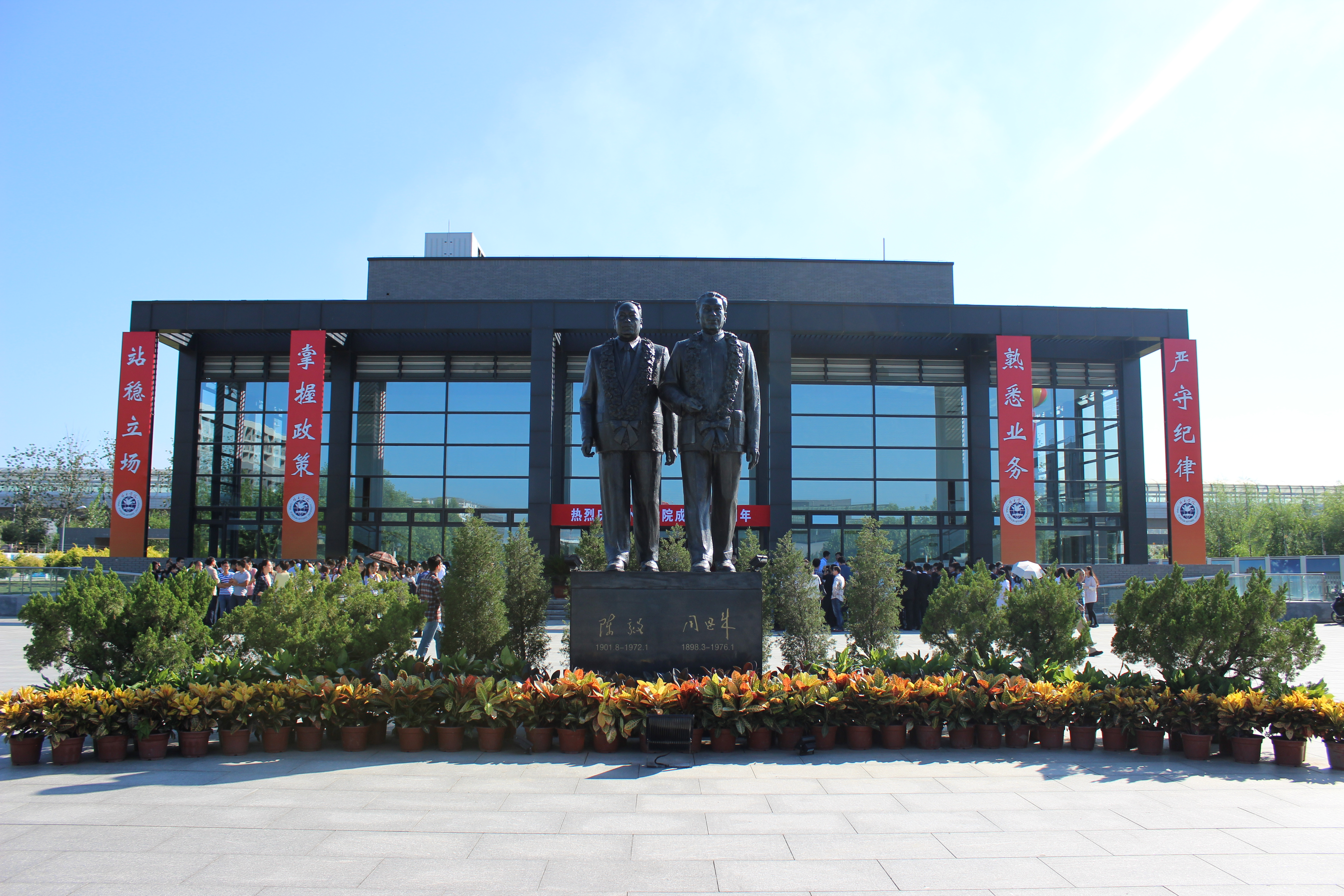
Памятник Чжоу Эньлаю и Чэнь И